# Kitinché (Akil)
Kitinché es una localidad (rancho) del estado de Yucatán, México, comisaría del municipio de Akil.

## Toponimia
El toponímico Kitinché en idioma maya está referido a la planta denominada también Kitanché (Cedrela odorata o Caesalpinia gaumeri).

## Localización
Kitinché se encuentra aproximadamente a 5 kilómetros al oeste de Akil, la cabecera municipal, unos 70 km al sur de la ciudad de Mérida, capital del estado.